# 동무제
동무제(東武帝, 1616년 ~ 1649년)는 명나라의 황족이자 남명의 제4대 황제(재위:1647년 ~ 1649년)이다. 이름은 주상청(朱常淸)이고 연호인 동무를 따서 동무제로 부른다.
명나라 인종(仁宗) 홍희제(弘熙帝)의 7번째 서자이자 이현비(李賢妃) 소생인 회정왕(淮靖王) 주담환(朱瞻墺)의 7대손이며 주익거(朱翊鉅)의 아들이다. 주담환은 회국(淮國)에 봉해진 이래로 동무제의 선조들은 대대로 회국왕을 세습했다. 1647년 소무제가 후사 없이 갑자기 죽자 황제로 추대되어 즉위했다. 연호는 동무(東武)로 하였으나 그도 2년 만에 사망했다.
1649년 타이완을 점령하던 정성공(鄭成功) 등과 연결되었으며 정성공은 동무제에게 입조했다. 슬하에 딸만 두 명 있었기에 만력제의 일곱째 아들 주상영(朱常瀛)의 장남 주유랑(朱由榔)이 제위를 계승했다. 

## 둘러보기
| 전임 명 문종 | 제20대 명나라 황제 1647년 ~ 1649년 | 후임 명 소종 |

| 전임 문종 소무제 | 제4대 남명의 황제 1647년 ~ 1649년 | 후임 소종 영력제 |